# Lech Subocz
Lech Subocz (ur. 1946, zm. 14 września 2023) – polski inżynier, doktor habilitowany.

## Życiorys
Pracował na stanowisku profesora nadzwyczajnego w Katedrze Elektrotechnologii i Diagnostyki na Wydziale Elektrycznym Zachodniopomorskiego Uniwersytetu Technologicznego w Szczecinie i w Instytucie Elektrotechniki na Wydziale Elektrycznym Politechniki Szczecińskiej.